# Lasianthus rhizophyllus
Lasianthus rhizophyllus är en måreväxtart som beskrevs av George Henry Kendrick Thwaites. Lasianthus rhizophyllus ingår i släktet Lasianthus och familjen måreväxter. Inga underarter finns listade i Catalogue of Life.